# 李道成
李道成（越南语：／；？—1081年）是越南李朝官員。
生於北江古法州亭榜村（今越南北寧省慈山市亭榜坊），其父是李朝的一位宗室。1069年，李聖宗親征占城，留太子李乾德守都城昇龍（今河內市）。因太子年幼，遂由太子生母宸妃倚蘭夫人與擔任太師一職的李道成同掌朝政。
1072年，李聖宗逝世，太子李乾德繼位，是為李仁宗。仁宗年幼，由倚蘭元妃、上陽太后以及太師李道成並掌朝政。翌年，上陽太后在與倚蘭元妃的爭權中失勢而被迫自殺，李道成則被任命為左諫議大夫，出知乂安州。李道成到達乂安之後，在當地的佛寺中供奉佛像和李聖宗位號，日夜禱告。
1074年，李道成被封為太傅平章軍國重事。他在李常傑與宋朝交戰期間負責防備占城，以防止李朝受到兩面夾擊。1081年在乂安病逝，死後附祀李八帝廟中。